# Bracon dorycles
Bracon dorycles är en stekelart som beskrevs av Marshall 1897. Bracon dorycles ingår i släktet Bracon och familjen bracksteklar. Inga underarter finns listade.